# Víctor Ezequiel Salazar
Víctor Ezequiel Salazar (san Miguel de Tucumán, Tucumán, Argentina; 26 de mayo de 1993) es un futbolista argentino. Juega de lateral derecho y su equipo actual es el Sportivo Ameliano de la Primera División de Paraguay.

## Trayectoria

### Rosario Central
Luego de realizar las divisiones juveniles en el club, Salazar tuvo la oportunidad de debutar en primera durante el Torneo de Transición, el 22 de noviembre de 2014, ante Olimpo en Bahía Blanca, empate en un tanto, cotejo correspondiente a la 17.ª fecha del certamen; el entrenador canalla era Miguel Ángel Russo.
Durante el Campeonato de Primera División 2015 logró ganar la titularidad del puesto de marcador de punta por derecha, siendo partícipe también de la campaña de subcampeonato de la Copa Argentina 2014-15. Prosiguió durante 2016 como uno de los más destacados jugadores del cuadro entrenado por Eduardo Coudet, disputando también la Copa Libertadores de este año quedando eliminado en los cuartos de final por Atlético Nacional quien finalmente se coronó campeón.
En junio de 2016 River Plate pretendió adquirir su ficha por un valor de 3.000.000 de dólares, no logrando dicho objetivo.
Finalmente el 28 de junio de 2017 fue transferido a San Lorenzo de Almagro a cambio de 1.800.000 dólares.

### San Lorenzo
El 6 de julio haría su debut con la camiseta azulgrana en la victoria 1-0 en Guayaquil ante el Emelec por los octavos de final de la Copa Libertadores 2017 teniendo una destacable labor.
El día 10 de enero de 2021, convierte su primer gol en su carrera (también primero para San Lorenzo) en la derrota 4 a 1 contra Banfield por la última fecha de la Copa Diego Armando Maradona, acortando parcialmente el marcador a 2-1.

### Olimpia
A mediados del 2021, llega libre al Club Olimpia.

## Estadísticas

### Clubes
Actualizado hasta su último partido disputado el 2 de junio de 2025.
| Club                            | Div.          | Temporada     | Liga  | Liga  | Liga   | Copas nacionales | Copas nacionales | Copas nacionales | Torneos internacionales | Torneos internacionales | Torneos internacionales | Total | Total | Total  |
| Club                            | Div.          | Temporada     | Part. | Goles | Asist. | Part.            | Goles            | Asist.           | Part.                   | Goles                   | Asist.                  | Part. | Goles | Asist. |
| ------------------------------- | ------------- | ------------- | ----- | ----- | ------ | ---------------- | ---------------- | ---------------- | ----------------------- | ----------------------- | ----------------------- | ----- | ----- | ------ |
| C. A. Rosario Central Argentina | 1.ª           | 2014          | 2     | 0     | 0      | —                | —                | —                | —                       | —                       | —                       | 2     | 0     | 0      |
| C. A. Rosario Central Argentina | 1.ª           | 2015          | 17    | 0     | 0      | 6                | 0                | 0                | —                       | —                       | —                       | 23    | 0     | 0      |
| C. A. Rosario Central Argentina | 1.ª           | 2016          | 12    | 0     | 0      | —                | —                | —                | 9                       | 0                       | 0                       | 21    | 0     | 0      |
| C. A. Rosario Central Argentina | 1.ª           | 2016-17       | 17    | 0     | 0      | 7                | 0                | 0                | —                       | —                       | —                       | 24    | 0     | 0      |
| C. A. Rosario Central Argentina | Total club    | Total club    | 48    | 0     | 0      | 13               | 0                | 0                | 9                       | 0                       | 0                       | 70    | 0     | 0      |
| C. A. San Lorenzo Argentina     | 1.ª           | 2017-18       | 7     | 0     | 0      | 1                | 0                | 0                | 2                       | 0                       | 0                       | 10    | 0     | 0      |
| C. A. San Lorenzo Argentina     | 1.ª           | 2018-19       | 19    | 0     | 0      | 6                | 0                | 0                | 8                       | 0                       | 0                       | 33    | 0     | 0      |
| C. A. San Lorenzo Argentina     | 1.ª           | 2019-20       | 5     | 0     | 2      | —                | —                | —                | 2                       | 0                       | 0                       | 7     | 0     | 2      |
| C. A. San Lorenzo Argentina     | 1.ª           | 2020          | —     | —     | —      | 8                | 1                | 0                | —                       | —                       | —                       | 8     | 1     | 0      |
| C. A. San Lorenzo Argentina     | 1.ª           | 2021          | 2     | 0     | 0      | —                | —                | —                | 5                       | 0                       | 0                       | 7     | 0     | 0      |
| C. A. San Lorenzo Argentina     | Total club    | Total club    | 33    | 0     | 2      | 15               | 1                | 0                | 17                      | 0                       | 0                       | 65    | 1     | 2      |
| Club Olimpia Paraguay           | 1.ª           | 2021          | 3     | 0     | 1      | 1                | 0                | 0                | 3                       | 0                       | 0                       | 7     | 0     | 1      |
| Club Olimpia Paraguay           | 1.ª           | 2022          | 26    | 1     | 2      | —                | —                | —                | 11                      | 0                       | 0                       | 37    | 1     | 2      |
| Club Olimpia Paraguay           | 1.ª           | 2023          | 25    | 1     | 1      | 1                | 0                | 0                | 8                       | 0                       | 1                       | 34    | 1     | 2      |
| Club Olimpia Paraguay           | 1.ª           | 2024          | 4     | 0     | 0      | —                | —                | —                | 1                       | 0                       | 0                       | 5     | 0     | 0      |
| Club Olimpia Paraguay           | Total club    | Total club    | 58    | 2     | 4      | 2                | 0                | 0                | 23                      | 0                       | 1                       | 83    | 2     | 5      |
| Sportivo Ameliano Paraguay      | 1.ª           | 2025          | 16    | 0     | 2      | —                | —                | —                | 1                       | 0                       | 0                       | 17    | 0     | 2      |
| Sportivo Ameliano Paraguay      | Total club    | Total club    | 16    | 0     | 2      | 0                | 0                | 0                | 1                       | 0                       | 0                       | 17    | 0     | 2      |
| Total carrera                   | Total carrera | Total carrera | 155   | 2     | 8      | 30               | 1                | 0                | 50                      | 0                       | 1                       | 235   | 3     | 9      |
| 1. 2. 3.                        |               |               |       |       |        |                  |                  |                  |                         |                         |                         |       |       |        |

## Palmarés

### Títulos nacionales
| Título                | Club         | País     | Año    |
| --------------------- | ------------ | -------- | ------ |
| Copa Paraguay         | Club Olimpia | Paraguay | 2021   |
| Supercopa de Paraguay | Club Olimpia | Paraguay | 2021   |
| Primera División      | Club Olimpia | Paraguay | C-2022 |
| Primera División      | Club Olimpia | Paraguay | C-2024 |